# Fusilli

Fusilli

Fusilli (także: eliche, tortiglioni, spirali) – rodzaj południowowłoskiego makaronu w formie spirali wykonanej z płaskiego kawałka ciasta (semoliny). Wywodzi się z Kampanii. Wyglądem przypomina świdry i stąd bywa też w Polsce nazywany świdrami lub świderkami.
Nazwa pochodzi od wnętrza gwintowanej lufy karabinowej, które spiralka przypomina (włoski archaizm fusile). Fusilli podaje się jako składnik sałatek makaronowych, zapiekanek, a także samodzielnie z zawiesistymi, ciężkimi sosami. Jest to jeden z najpopularniejszych kształtów włoskiego makaronu. Produkowany jest masowo na całym świecie, również w wersjach barwnych, kolorowanych np. szpinakiem na zielono lub pomidorami na czerwono. Podobnym gatunkiem jest gemelli.